# Xeromphalina picta
Xeromphalina picta är en svampart som först beskrevs av Elias Fries, och fick sitt nu gällande namn av A.H. Sm. 1953. Xeromphalina picta ingår i släktet Xeromphalina och familjen Mycenaceae.   Inga underarter finns listade i Catalogue of Life.
I den svenska databasen Dyntaxa används istället namnet Mycena picta för samma taxon.  Arten är reproducerande i Sverige.